# Mega Time Squad
Pour plus de détails, voir Fiche technique et Distribution.
Mega Time Squad est un film néo-zélandais réalisé par Tim van Dammen en 2018.

## Synopsis
Le quotidien de John n'est pas spécialement brillant. Petite frappe naïve, entêtée et crédule, il traîne dans les recoins crasseux de Thames, vivote dans le garage de sa mère et glande au bowling en compagnie de son meilleur ami Gaz. Entre deux, il s'acquitte de menus larcins pour le caïd local et ses sbires.
Un jour, John a la mauvaise idée d'arnaquer des mafieux chinois et son propre patron. Lorsqu'il comprend son erreur, il réalise bien vite que ses jours sont comptés ! Coup de chance, son forfait lui a permis d'acquérir un mystérieux bracelet : l'artefact donne à son porteur la capacité de voyager dans le temps au gré de ses envies.
John espère bien corriger ses erreurs passées mais encore faudrait-il qu'il réussisse son coup sans  enchaîner les conneries...

## Fiche technique
- Titre : Mega Time Squad
- Réalisation : Tim van Dammen
- Scénario : Tim van Dammen
- Musique : Mike Newport
- Photographie : Tim Flower
- Montage : Luke Haigh
- Maquillage / Costumière : Enisa Kartal
- Production : Tim van Dammen, Alix Whittaker, Anna Duckworth
- Société de distribution : Outbuster
- Société de production : Candelit Pictures, Blur and Sharpen
- Pays d'origine :  Nouvelle-Zélande
- Langue originale : anglais
- Genre : Comédie, Action, Fantastique, Arts martiaux
- Durée : 86 minutes
- Dates de sortie :
  - Nouvelle-Zélande : 30 août 2018
  - France : 15 janvier 2020 en VOD (Canal +)

## Distribution
- Anton Tennet : John
- Jonny Brugh : Shelton
- Hetty Gaskell-Hahn : Kelly
- Charles Chan : Wah Lee
- Morgan Albrecht : Shayna
- Yoson An : Wen
- Arlo Gibson : Gaz
- Jaya Beach-Robertson : Hootch
- Milo Cawthorne : Damage
- Mohi Critchley : Sammy
- Mick Innes : Les
- Ashley Jones : Taotie & Tour Guide
- Josh McKenzie : Trashinator
- Lewis Roscoe : Worker On The Toilet
- Axl Scott :  Gibbo
- Paul Trimmer : Markus
- Simon Ward : Jay
- Eru Wilton : Terry

## Bande originale
L'intégralité de la bande originale est composée par Mike Newport. Concernant l'implication du compositeur, le réalisateur Tim van Dammen déclare : « J'adore travailler avec Mike. C'est un talent incroyable, un collaborateur généreux avec un talent et une voix uniques qui ont donné une âme à Mega Time Squad ».
1. John the Man
2. Flog the Thing
3. Are Those Your Nuts
4. Seen Anything Yet
5. Buggar Me Days
6. John Runs
7. John's Still Running
8. Time Travel
9. Ancient China
10. Bank Job Gone Wrong
11. Bank Job Gone Right
12. Busted
13. Shelton's Place
14. Since When Did You Grow Nuts
15. Paeroa
16. Who's There
17. Raumahunga Ways - I Knew You'd Be Back
18. Break In
19. Sorry I Was Such a Dick
20. Final Stand Off
21. The Ending (With Nuts)

## Réception critique
En France, le flm n'attire pas l'attention des médias grand public. Il est en revanche au cœur de plusieurs chroniques parues sur des sites spécialisés dans le cinéma alternatif, tels que le cinéma underground ou le cinéma de genre.
Sur le site Dark Side Reviews, le chroniqueur Cherycok souligne que Mega Time Squad est « bien écrit, le concept de voyage temporel est très bien exploité et est à la base d’une bonne partie de l’humour du film ». Il salue le casting, avec une « mention spéciale au jeune Anton Tennet ». Il achève l'article par la conclusion suivante : « Sorte de mix improbable sans le sou de Looper, Multiplicity, Fargo et même les Monty Python, Mega Time Squad sait se montrer très divertissant. Même s’il ne révolutionne rien, il n’en demeure pas moins une surprise des plus rafraîchissantes ».
Sur le site Fais pas genre !, webzine consacrée au cinéma de genre, Benoit Dechaumont affirme que si la production bénéficie d'un petit budget, « l’objet assume très bien ses limites, et ne cherche jamais à s’aventurer dans le spectaculaire, évitant l’écueil des effets spéciaux cheap ». Il insiste sur le fait que ce côté fauché lui sert « comme base d’autodérision pour ajouter une touche d’humour sur la forme comme sur le fond ». Alors qu'il démontre tout au long de sa critique la difficulté d'écrire un long-métrage cohérent sur le voyage dans le temps, exemples à l'appui, il affirme que deux scénarios y parviennent sans incohérence : ironiquement, il s'agit de ceux pourvus des plus faibles budgets, à savoir Primer de Shane Carruth et Mega Time Squad de Tim van Dammen. Il conclut en affirmant que « le secret pour maîtriser ce fameux voyage temporaire au cinéma est d’aller vers la simplicité la plus enfantine qui n’est, encore une fois, pas affaire de gros sous. Le voyage dans le temps est spectaculaire en lui même alors pourquoi vouloir en rajouter ? »